# Waupaca (Wisconsin)
Waupaca – miasto w Stanach Zjednoczonych, w stanie Wisconsin, siedziba administracyjna hrabstwa Waupaca.